# Polycope sublaevis
Polycope sublaevis är en kräftdjursart som beskrevs av Georg Ossian Sars 1923. Polycope sublaevis ingår i släktet Polycope, och familjen Polycopidae. Arten är reproducerande i Sverige.